# Список фентезійних фільмів 1980-х років
Нижче наведений перелік кінострічок на фентезійну тематику, які вийшли у 1980-х роках.

## Список
| Назва                                  | Оригінальна назва                          | Режисер                                  | Акторський склад | Країна                   | Нотатки                                    | Прим.         |
| 1980                                   | 1980                                       | 1980                                     | 1980 | 1980                     | 1980                                       | 1980          |
| -------------------------------------- | ------------------------------------------ | ---------------------------------------- | --- | ------------------------ | ------------------------------------------ | ------------- |
| «Поверення короля»                     | англ. The Return of the King               | Джулс Басс, Артур Ренкін-молодший        | Орсон Бін, Джон Г'юстон, Родді МакДовелл | США                      | Повнометражний анімаційний фільм           | [ 1 ] [ 2 ]   |
| «Ксанаду»                              | англ. Xanadu                               | Роберт Ґрінвальд                         | Олівія Ньютон-Джон, Джин Келлі, Майкл Бек, Сендел Берґмен | США                      | Мюзикл                                     | [ 3 ]         |
| «Дивовижний гай»                       | рум. Dumbrava minunată                     | Джордж Наґі                              | Діана Муска, Ернест Мафтей, Елена Драґой | Румунія                  |                                            | [ 4 ]         |
| «Флеш Ґордон»                          | англ. Flash Gordon                         | Майк Годжес                              | Сем Джонс, Мелоді Андерсон, Макс фон Сидов, Тімоті Далтон, Роббі Колтрейн, Орнелла Муті, Пітер Вінґард, Кенні Бейкер, Браян Блесд                                                       | США Велика Британія      |                                            | [ 5 ]         |
| «Яструб-убивця»                        | англ. Hawk the Slayer                      | Террі Марцел                             | Джек Пеланс, Джон Террі, Бернард Бреслав, Патриція Квінн, В. Морґан Шеппард | США Велика Британія      |                                            | [ 6 ]         |
| 1981                                   |                                            |                                          | |                          |                                            |               |
| «Лучник: Утікач з Імперії»             | англ. The Archer: Fugitive from the Empire | Ніколас Кореа                            | Лейн Кавделл, Белінда Бауер, Віктор Кампос, Кабір Беді, Джордж Кеннеді | США                      |                                            | [ 7 ]         |
| «Битва титанів»                        | англ. Clash of the Titans                  | Дезмонд Девіс                            | Лоренс Олів'є, Гаррі Гамлін, Клер Блум, Меґґі Сміт, Берджес Мередіт, Урсула Андресс, Ніл Маккарті, Джуді Бовкер, Ніл Маккарті, Шан Філліпс                                              | США Велика Британія      |                                            | [ 8 ]         |
| «Убивця драконів»                      | англ. Dragonslayer                         | Меттью Роббінс                           | Пітер Макнікол, Кейтлін Кларк, Ян Макдіармід, Ральф Річардсон, Джон Галлем, Пітер Ейр, Альберт Салмі                                                                                    | Велика Британія          |                                            | [ 9 ]         |
| «Екскалібур»                           | англ. Excalibur                            | Джон Бурман                              | Ліам Нісон, Патрік Стюарт, Габріель Бірн, Гелен Міррен, Нікол Вільямсон, Найджел Террі, Ніколас Клей, Шері Лунгі                                                                        | Велика Британія          |                                            | [ 10 ] [ 11 ] |
| «Важкий метал»                         | англ. Heavy Metal                          | Джеральд Поттертон                       | Джон Кенді, Юджин Леві, Джон Вернон, Річард Романус | Канада                   | Анімаційний фільм                          | [ 12 ]        |
| «Бандити в часі»                       | англ. Time Bandits                         | Террі Ґілліам                            | Джон Кліз, Шон Коннері, Шеллі Дюваль, Ян Голм, Кенні Бейкер, Джим Бродбент, Деррік О'Коннор, Ральф Річардсон, Кетрін Гелмонд, Ральф Річардсон, Пітер Вон, Девід Раппапорт, Девід Ворнер | Велика Британія          |                                            | [ 13 ]        |
| «Марія, Мирабела»                      | рум. Maria Mirabela рос. Мария, Мирабела   | Іон Попеску-Гопо                         | Ґільда Манолеску, Медея Марінеску, Інґрід Селія | Румунія СРСР             | Музичний анімаційний і ігровий фільм-казка | [ 14 ]        |
| 1982                                   |                                            |                                          | |                          |                                            |               |
| «Там, на невідомих доріжках…»          | рос. Там, на неведомых дорожках…           | Михайло Юзовський                        | Тетяна Пельтцер, Олександр Філіпенко, Тетяна Аксюта | СРСР                     |                                            | [ 15 ]        |
| «Атор»                                 | італ. Ator l'invincibile                   | Джо д'Амато                              | Майлз О'Кіф, Сабріна Сіані, Ріца Браун | Італія                   |                                            |               |
| «Чарівниця»                            |                                            | Джек Гілл                                | Лі Гарріс, Лінетт Гарріс, Роберто Гарріс, Девід Міллберн, Бруно Рей | США Мексика              |                                            |               |
| «Повелитель звірів»                    |                                            | Дон Коскареллі                           | Марк Сінґер, Таня Робертс, Ріп Торн, Джон Амос, Род Луміс, Ральф Стрейт, Біллі Джейн, Джошуа Мілрад                                                                                     | США                      |                                            |               |
| «Конан-варвар»                         |                                            | Джон Міліус                              | Арнольд Шварценеггер, Джеймс Ерл Джонс, Макс фон Сюдов, Сендал Берґмкн, Мако, Франко Коламбу, Свен-Оле Торсен                                                                           | США                      |                                            |               |
| «Темний кристал»                       |                                            | Джим Генсон                              | Френк Оз, Кетрін Маллен, Дейв Ґоелз, Стів Вітмір, Луїза Ґолд, Майк Квінн | США Велика Британія      |                                            |               |
| «Політ драконів»                       |                                            | Джулс Басс                               | Джон Ріттер, Джеймс Ерл Джонс, Артур Ренкін-молодший, Віктор Буоно, Гаррі Морган, Ларрі Сторч, Ед Пек, Неллі Беллфлавер,                                                                | США                      |                                            |               |
| «Забута зона»                          |                                            | Річард Ельфман                           | Ерве Вільшазе, Сюзан Тиррелл | США                      |                                            |               |
| «Останній єдиноріг»                    |                                            | Джулс Басс                               | Джефф Бріджес, Міа Ферроу, Анджела Ленсбері, Алан Аркін, Артур Ренкін-молодший, Теммі Ґраймс, Роберт Кляйн, Крістофер Лі, Неллі Беллфлауер, Кінан Вінн                                  | США                      |                                            |               |
| «Таємниця щурів»                       |                                            | Дон Блут                                 | Герміона Бадделі, Джон Каррадін, Том Гаттен, Дом ДеЛюіз, Віл Вітон, Елізабет Гартман, Дерек Якобі, Артур Малет, Шеннен Догерті, Пол Шенар, Пітер Штраус                                 | США                      |                                            |               |
| «Меч і чаклун»                         |                                            | Альберт Пюн                              | Лі Горслі, Кетлін Беллер, Саймон МакКоркіндейл, Джордж Магаріс, Річард Лінч | США                      |                                            |               |
| 1983                                   |                                            |                                          | |                          |                                            |               |
| «Завоювання»                           |                                            | Лучіо Фульчі                             | Хорхе Ріверо, Андреа Оккіпінті, Сабріна Сіані | Італія Мексика Іспанія   |                                            |               |
| «Мертва зона»                          |                                            | Девід Кроненберг                         | Крістофер Вокен, Брук Адамс, Том Скеррітт, Мартін Шин | США                      |                                            |               |
| «Смертоносець»                         |                                            | Джеймс Сбарделлаті                       | Річард Гілл, Барбі Бентон, Річард Брукер | США                      |                                            |               |
| «Полум'я та лід»                       |                                            | Ральф Бакші                              | Ренді Нортон, Сінтія Лік | США                      |                                            |               |
| «Геркулес»                             |                                            | Луїджі Коцці                             | Лу Феріньо, Сібіл Деннінг, Бред Гарріс, Россана Подеста, Мірелла Д'Анджело, Вільям Берґер, Єва Робінс                                                                                   | Італія США               |                                            |               |
| «Крулл»                                |                                            | Пітер Яйтс                               | Кен Маршалл, Ліам Нісон, Лізетт Ентоні, Фредді Джонс, Роббі Колтрейн, Бернард Бреслав                                                                                                   | США Велика Британія      |                                            |               |
| «Людина, якої там не було»             |                                            | Брюс Малмут                              | Стів Ґуттенберг, Джефрі Тембор, Ліза Ланґлуа | США                      |                                            |               |
| «Мері Поппінс, до побачення»           |                                            | Леонід Квініхідзе                        | Наталія Андрейченко, Альберт Філозов, Лембіт Ульфсак | СРСР                     |                                            |               |
| «Чародії»                              |                                            | Костянтин Бромберг                       | Олександра Яковлєва, Олександр Абдулов, Катерина Васильєва, Валентин Гафт | СРСР                     |                                            |               |
| «Завойовник Тор»                       |                                            | Тоніно Річчі, Ентоні Річмонд             | Конрад Ніколс, Крістофер Голм, Марія Романо | Італія                   |                                            |               |
| «Відеодром»                            |                                            | Девід Кроненберг                         | Джеймс Вудс, Деббі Гаррі, Соня Смітс | Канада                   |                                            |               |
| «Йор, мисливець з майбутнього»         |                                            | Антоніо Марґеріті                        | Реб Браун, Корінн Клері, Джон Штайнер | Італія Франція Туреччина |                                            |               |
| «Зу: Воїни з чарівної гори»            |                                            | Цуй Харк                                 | Юен Б'яо | Гонконг                  |                                            |               |
| 1984                                   |                                            |                                          | |                          |                                            |               |
| «Моє друге я»                          |                                            | Карл Райнер                              | Стів Мартін, Лілі Томлін, Вікторія Теннант, Річард Лібертіні | США                      |                                            |               |
| «Атор 2»                               |                                            | Джо Д'Амато                              | Майлз О'Кіф, Ліза Фостер, Чарльз Борромел | Італія                   |                                            |               |
| «Караван мужності: Пригоди евоків»     |                                            | Джон Корті                               | Ерік Вокер, Ворвік Девіс, Фіоннула Фланаган | США                      |                                            |               |
| «Компанія вовків»                      |                                            | Ніл Джордан                              | Сара Паттерсон, Анджела Ленсбері, Девід Ворнер, Стівен Рі | Велика Британія          |                                            |               |
| «Конан-руйнівник»                      |                                            | Річард Флейшер                           | Арнольд Шварценеггер, Ґрейс Джонс, Вілт Чемберлен | США                      |                                            |               |
| «Казка мандрів»                        |                                            | Олександр Мітта                          | Андрій Миронов, Тетяна Аксюта | СРСР                     |                                            |               |
| «Формула кохання»                      |                                            | Марк Захаров                             | Нодар Мґалоблішвілі, Олександр Абдулов, Семен Фарада | СРСР                     |                                            |               |
| «Мисливці на привидів»                 |                                            | Іван Рейтман                             | Білл Мюррей, Ден Ейкройд, Сіґурні Вівер, Гарольд Раміс, Рік Мораніс | США                      |                                            |               |
| «Гремліни»                             |                                            | Джо Данте                                | Гойт Акстон, Кі Кі Люк, Дон Стіл, Скотт Брейді, Зак Ґалліґан | США                      |                                            |               |
| «Навсікая з Долини Вітрів»             |                                            | Хаяо Міядзакі                            | | Японія                   | Повнометражний анімаційний фільм           |               |
| «Нескінченна історія»                  |                                            | Вольфганг Петерсен                       | Ноа Гетевей, Баррет Олівер, Тамі Стронах | ФРН Велика Британія      |                                            |               |
| «Роня, дочка розбійника»               |                                            | Таґе Даніельссон                         | Ганна Зеттерберг, Бьор'є Альстедт, Лена Найман | Швеція Норвегія          |                                            |               |
| «Шина — королева джунглів»             |                                            | Джон Ґільєрмін                           | Таня Робертс, Тед Васс, Донован Скотт | США                      |                                            |               |
| «Сплеск»                               |                                            | Рон Говард                               | Том Генкс, Деріл Ганна, Джон Кенді, Юджин Леві | США                      |                                            |               |
| «Супердівчинка»                        |                                            | Жанно Шварц                              | Фей Данавей, Гелен Слейтер, Гарт Бохнер, Пітер О'Тул | Велика Британія          |                                            |               |
| «Меч Доблесних»                        |                                            | Стівен Вікс                              | Майлз О'Кіф, Шон Коннері, Сіріель Клер, Тревор Говард, Пітер Кушинг, Джон Ріс-Девіс | Велика Британія          |                                            |               |
| «Казка про царя Салтана»               |                                            | Іван Іванов-Вано, Лев Мільчин            | | СРСР                     |                                            |               |
| «Воїн і чародійка»                     |                                            | Джон К. Бродерік                         | Девід Каррадін, Люк Еск'ю, Марія Сокас | США                      |                                            |               |
| 1985                                   |                                            |                                          | |                          |                                            |               |
| «Пригоди Геркулеса»                    |                                            | Луїджі Коцці                             | Лу Феріньо, Міллі Карлуччі, Соня Вівіані, Вільям Берґер, Венантіно Венантіні, Єва Робінс                                                                                                | Італія США               |                                            |               |
| «Після дощику в четвер»                |                                            | Михайло Юзовський                        | Олег Табаков, Тетяна Пельтцер, Семен Фарада, Георгій Мільяр | СРСР                     |                                            |               |
| «Астерікс проти Цезаря»                |                                            | Ґаетан Бріцці, Пол Бріцці                | | Франція                  |                                            |               |
| «Королева варварів»                    | Гектор Олівера                             | Лана Кларксон, Віктор Бо, Дон Данлап     | США Аргентина |                          |                                            |               |
| «Чорний казан»                         |                                            | Тед Берман, Річард Річ                   | Ґрант Бардслі, Сьюзен Шерідан, Найджел Готорн, Фредді Джонс, Артур Малет, Філ Фондакаро, Джон Герт                                                                                      | США                      |                                            |               |
| «Бразилія»                             |                                            | Террі Ґілліам                            | Джонатан Прайс, Майкл Пейлін, Кім Грейст, Кетрін Гелмонд, Ян Голм, Роберт Де Ніро | Велика Британія          |                                            |               |
| «Господар підземної в'язниці»          |                                            | Джеффрі Байрон, Річард Молль, Леслі Вінг | США |                          |                                            |               |
| «Евоки: Битва за Ендор»                |                                            | Джим Віт, Кен Віт                        | Вілфорд Брімлі, Ворвік Девіс | США                      |                                            |               |
| «Лицар Дракона»                        |                                            | Фернандо Коломо                          | Гарві Кейтель, Клаус Кінскі, Фернандо Рей, Марія Ламор, Мігель Босе, Джульєта Серрано                                                                                                   | Іспанія                  |                                            |               |
| «Леді-яструб»                          |                                            | Річард Доннер                            | Меттью Бродерік, Рутгер Гавер, Мішель Пфайффер | США                      |                                            |               |
| «Легенда»                              |                                            | Рідлі Скотт                              | Том Круз, Міа Сара, Тім Каррі | США                      |                                            |               |
| «Рішення з арахісовим маслом»          |                                            | Майкл Руббо                              | Метью Маккей, Сілук Сайсанасі, Елісон Подбрей | Канада                   |                                            |               |
| «Пурпурова троянда Каїра»              |                                            | Вуді Аллен                               | Міа Ферроу, Джефф Деніелс, Денні Айелло | США                      |                                            |               |
| «Повернення в країну Оз»               |                                            | Волтер Мерч                              | Ніколь Вільямсон, Жан Марш, Файруза Балк | США                      |                                            |               |
| «Руда Соня»                            |                                            | Річард Флейшер                           | Бриджит Нільсен, Арнольд Шварценеггер, Сендел Берґман | США                      |                                            |               |
| «Санта Клаус: Фільм»                   |                                            | Жанно Шварц                              | Девід Гаддлстон, Джон Літгоу, Дадлі Мур | США Велика Британія      |                                            |               |
| «Пригоди пана Клекса»                  |                                            | Кшиштоф Ґрадовський                      | Пьотр Фрончевський, Славомір Вронка | Польща                   |                                            |               |
| «Чудернацька наука»                    |                                            | Джон Г'юз                                | Ентоні Майкл Голл, Ілан Мітчелл-Сміт, Келлі Леброк | США                      |                                            |               |
| «Чарівники загубленого королівства»    |                                            | Гектор Олівера                           | Бо Свенсон, Відал Петерсон | США                      |                                            |               |
| 1986                                   |                                            |                                          | |                          |                                            |               |
| «Астерікс у Британії»                  |                                            | Піно Ван Ламсвеерде                      | | Франція                  |                                            |               |
| «Великий переполох у малому Китаї»     |                                            | Джон Карпентер                           | Курт Рассел, Кім Кеттролл, Денніс Дан, Джеймс Гонг | США                      |                                            |               |
| «Небесний замок Лапута»                |                                            | Хаяо Міядзакі                            | | Японія                   | Повнометражний анімаційний фільм           |               |
| «Коханці мрій»                         |                                            | Тоні Ау                                  | Чоу Юн-Фат, Шер Йон | Гонконг                  |                                            |               |
| «Золота дитина»                        |                                            | Майкл Річі                               | Едді Мерфі, Чарльз Денс, Шарлотта Льюїс | США                      |                                            |               |
| «Горець»                               | англ. Highlander                           | Рассел Малкейгі                          | Крістофер Ламберт, Роксана Гарт, Кленсі Браун | США Велика Британія      |                                            |               |
| «Лабіринт»                             |                                            | Джим Генсон                              | Девід Бові, Дженніфер Коннеллі, Тобі Фрауд | США Велика Британія      |                                            |               |
| «Момо»                                 |                                            | Йоганнес Шааф                            | Радост Бокель, Маріо Адорф, Армін Мюллер-Шталь, Сильвестр Ґрот | Німеччина Італія         |                                            |               |
| «Найжахливіша відьма»                  |                                            | Роберт Янг                               | Файруза Балк, Діана Рігг, Шарлотта Рей, Тім Каррі | США Велика Британія      |                                            |               |
| 1987                                   |                                            |                                          | |                          |                                            |               |
| «Варвари»                              |                                            | Руджеро Деодато                          | Девід Пол, Пітер Пол, Річард Лінч | Італія США               |                                            |               |
| «Батарейки не додаються»               |                                            | Меттью Роббінс                           | Г'юм Кронін, Джессіка Тенді, Френк МакРей, Елізабет Пенья | США                      |                                            |               |
| «Китайська історія про привидів»       |                                            | Чин Сю Тун                               | Леслі Чун, Вон Цу Сьєн, Ву Ма | Гонконг                  |                                            |               |
| «Побачення з янголом»                  |                                            | Том Маклафлін                            | Майкл Е. Найт, Фібі Кейтс, Еммануель Беарт | США                      |                                            |               |
| «Ґор»                                  |                                            | Фріц Кірш                                | Джек Пеланс | США                      |                                            |               |
| «Гаррі та Гендерсони»                  |                                            | Вільям Дір                               | Джон Літгоу, Мелінда Діллон, Дон Амече, Девід Суше | США                      |                                            |               |
| «Кінгсайз»                             |                                            | Юліуш Мачульський                        | Яцек Хмельник, Катажина Фігура, Єжи Штур, Ян Мачульський | Польща                   |                                            |               |
| «Манекен»                              |                                            | Майкл Ґотліб                             | Ендрю Маккарті, Кім Кеттролл, Естель Гетті, Джеймс Спейдер | США                      |                                            |               |
| «Володарі Всесвіту»                    |                                            | Ґері Ґоддард                             | Дольф Лундгрен, Кортні Кокс, Френк Лангелла, Меґ Фостер | США                      |                                            |               |
| «Міо, мій Міо»                         |                                            | Володимир Грамматиков                    | Крістофер Лі, Крістіан Бейл, Ніколас Пікард, Тімоті Боттомс, Сюзанна Йорк | Швеція США Норвегія      |                                            |               |
| «Принцеса-наречена»                    |                                            | Роб Райнер                               | Кері Елвес, Робін Райт, Менді Патінкін, Кріс Сарандон | США                      |                                            |               |
| «Шахрай»                               |                                            | Стенлі Кван                              | Аніта Муй, Леслі Чун, Ман Чи Люн | Гонконг                  |                                            |               |
| «Білосніжка»                           |                                            | Майкл Берз                               | Діана Ріґґ, Біллі Барті, Сара Паттерсон | США                      |                                            |               |
| «Нечестиве місто»                      |                                            | Йошіакі Кавадзірі                        | | Японія                   |                                            |               |
| «Небо над Берліном»                    |                                            | Вім Вендерс                              | Бруно Ганц, Сольвейг Домартін, Петер Фальк | ФРН Франція              |                                            |               |
| «Іствікські відьми»                    |                                            | Джордж Міллер                            | Джек Ніколсон, Шер, Сюзан Сарандон, Мішель Пфайффер | США                      |                                            |               |
| 1988                                   |                                            |                                          | |                          |                                            |               |
| «Пригоди барона Мюнхгаузена»           |                                            | Террі Ґілліам                            | Джон Невілл, Сара Поллі, Ерік Айдл | Велика Британія ФРН      |                                            |               |
| «Аліса»                                |                                            | Ян Шванкмаєр                             | Крістіна Когутова | Чехословаччина Швейцарія |                                            |               |
| «Бітлджюс»                             |                                            | Тім Бертон                               | Алек Болдвін, Джина Девіс, Майкл Кітон, Вайнона Райдер | США                      |                                            |               |
| «Великий»                              |                                            | Пенні Маршалл                            | Том Генкс, Елізабет Перкінс, Джон Герд, Роберт Лоджія | США                      |                                            |               |
| «Ґандагар»                             |                                            | Рене Лалу                                | | Франція                  |                                            |               |
| «Земля первісних часів»                |                                            | Дон Блут                                 | Габріель Деймон, Кендіс Г'юстон, Джудіт Барсі, Вілл Райан, Пет Гінґл | США                      |                                            |               |
| «Мій сусід Тоторо»                     |                                            | Хаяо Міядзакі                            | | Японія                   |                                            |               |
| «Раз, два — лихо не біда!»             |                                            | Михайло Юзовський                        | Олег Табаков, Микола Караченцов, Семен Фарада | СРСР                     |                                            |               |
| «Убити дракона»                        |                                            | Марк Захаров                             | Олександр Абдулов, Олег Янковський, Євген Леонов | СРСР                     |                                            |               |
| «Томмі Трікер і мандрівник за марками» |                                            | Майкл Руббо                              | | Канада                   |                                            |               |
| «Тріумф пана Клекса»                   |                                            | Кшиштоф Ґрадовський                      | Пьотр Фрончевський, Славомір Вронка | Польща                   |                                            |               |
| «Навпаки»                              |                                            | Браян Ґілберт                            | Суддя Райнгольд, Фред Севідж, Коріна Борер | США                      |                                            |               |
| «Віллоу»                               |                                            | Рон Говард                               | Вал Кілмер, Джоанна Воллі, Ворвік Девіс | США                      |                                            |               |
| «Хто підставив кролика Роджера?»       |                                            | Роберт Земекіс                           | Боб Госкінс, Крістофер Ллойд, Джоанна Кессіді | США                      |                                            |               |
| 1989                                   |                                            |                                          | |                          |                                            |               |
| «Чудова пригода Білла й Теда»          |                                            | Стівен Герек                             | Кіану Рівз, Алекс Вінтер, Джордж Карлін | США                      |                                            |               |
| «Маленька мрія»                        |                                            | Марк Рокко                               | Корі Фельдман, Корі Хаїм, Мередіт Саленджер, Джейсон Робардс-молодший | США                      |                                            |               |
| «Відьмочка»                            |                                            | Доріан Вокер                             | Робін Лайвлі, Ден Готьє, Джошуа Міллер | США                      |                                            |               |
| «Марія, Мирабела в Транзисторії»       |                                            | Іон Попеску-Ґопо                         | Олена Зайцева, Йорж Войку, Міхай Бісерікану, Гораціу Малеле | Румунія СРСР             |                                            |               |
| «Мисливці на привидів 2»               |                                            | Іван Рейтман                             | Білл Мюррей, Ден Ейкройд, Сігурні Вівер, Гарольд Раміс, Рік Мораніс | США                      |                                            |               |
| «Служба доставки Кікі, юної відьми»    |                                            | Хаяо Міядзакі                            | | Японія                   | Повнометражний анімаційний фільм           |               |
| «Маленькі монстри»                     |                                            | Річард Алан Ґрінберг                     | Фред Севедж, Гові Мандель, Рік Дюкоммон | США                      |                                            |               |
| «Ерік Вікінг»                          |                                            | Террі Джонс                              | Тім Роббінс, Террі Джонс, Мікі Руні, Еріка Кітт | США Велика Британія      |                                            |               |
| «Астерікс і велика битва»              |                                            | Філіп Ґрімонд                            | | Франція                  |                                            |               |
| «Пустун»                               |                                            | Джон Генкок                              | Ребека Гаррелл, Сем Елліот, Клоріс Лічман, Джон Джозеф Дуда | США                      |                                            |               |